# Cantón de Annecy-Noroeste
El cantón de Annecy-Noroeste (en francés) canton d'Annecy-Nord-Ouest) era una división administrativa francesa que estaba situada en el departamento de Alta Saboya y la región de Ródano-Alpes.
En aplicación del decreto nº 2014-153 del 13 de febrero de 2014, el cantón de Annecy-Noroeste fue suprimido el 1 de abril de 2015, uniéndose a los otros dos cantones de su nombre para conformar los dos nuevos cantones denominados Annecy-1 y Annecy-2, y en el caso de sus comunas, pasando a su vez nueve de ellas a formar parte del nuevo cantón de Annecy-1 y dos a formar parte del nuevo cantón de Annecy-3.

## Composición
El cantón estaba formado por doce comunas:
- Annecy (fracción)
- Choisy
- Épagny
- La Balme-de-Sillingy
- Lovagny
- Mésigny
- Metz-Tessy
- Meythet
- Nonglard
- Poisy
- Sallenôves
- Sillingy